# Calliphora vicina
Espèce
Synonymes
- Calliphora insidiosa Robineau-Desvoidy, 1863
- Calliphora rufifacies Macquart, 1851
- Calliphora monspeliaca Robineau-Desvoidy, 1830
- Calliphora musca Robineau-Desvoidy, 1830
- Calliphora nana Robineau-Desvoidy, 1830
- Calliphora spitzbergensis Robineau-Desvoidy, 1830
- Musca aucta Walker, 1852
- Musca erythrocephala Meigen, 1826
- Musca thuscia Walker, 1849

Calliphora vicina est une espèce d'insectes diptères et de la famille des Calliphoridae. Elle est nommée en français Mouche bleue de la viande, nom qu'elle partage avec Calliphora vomitoria, une espèce proche tant en termes de morphologie que de comportement. Sa larve se nourrit de matière animale en décomposition. De par son cosmopolitisme et son activité tout au long de l'année, c'est l'une des espèces les plus utilisées dans le cadre de l'entomologie forensique pour dater les cadavres dans les enquêtes criminelles.  

## Description
À l'instar de ses consœurs du genre Calliphora, C. vicina a un corps trapu bleu métallique. Son thorax est orné de bandes longitudinales bleu/gris métallique ; des taches de la même couleur mais plus sombres sont dessinées au niveau de l'abdomen. Ses antennes sont courtes, à trois articles, munies d'une arista velue. Ses yeux sont rougeâtres et ses pièces buccales sont de type lécheur. La larve, quant à elle, est blanche et mesure de 8 à 10 mm. Apode et acéphale, elle possède douze segments visibles entourés de très petites épines. L'avant est pointu et porte des crochets lui permettant de se déplacer,.
L'imago C. vicina se distingue de C. vomitoria par une barbe noire sur des joues (gêne) orange à rouges contre une barbe rousse sur des joues noires pour C. vomitoria. De plus, chez C. vicina de petites taches orange parent les flancs du thorax (écailles situées à la base des ailes (basicota) et stigmates antérieurs) alors qu'elles sont noires chez C. vomitoria. C. vicina est plus petite que C. vomitoria (6-12 mm contre 8,5-14 mm). Les stades larvaires et pupaux sont très difficiles à distinguer.

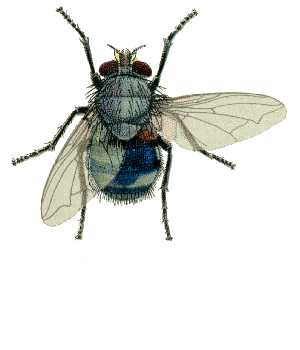
Calliphora vicina.
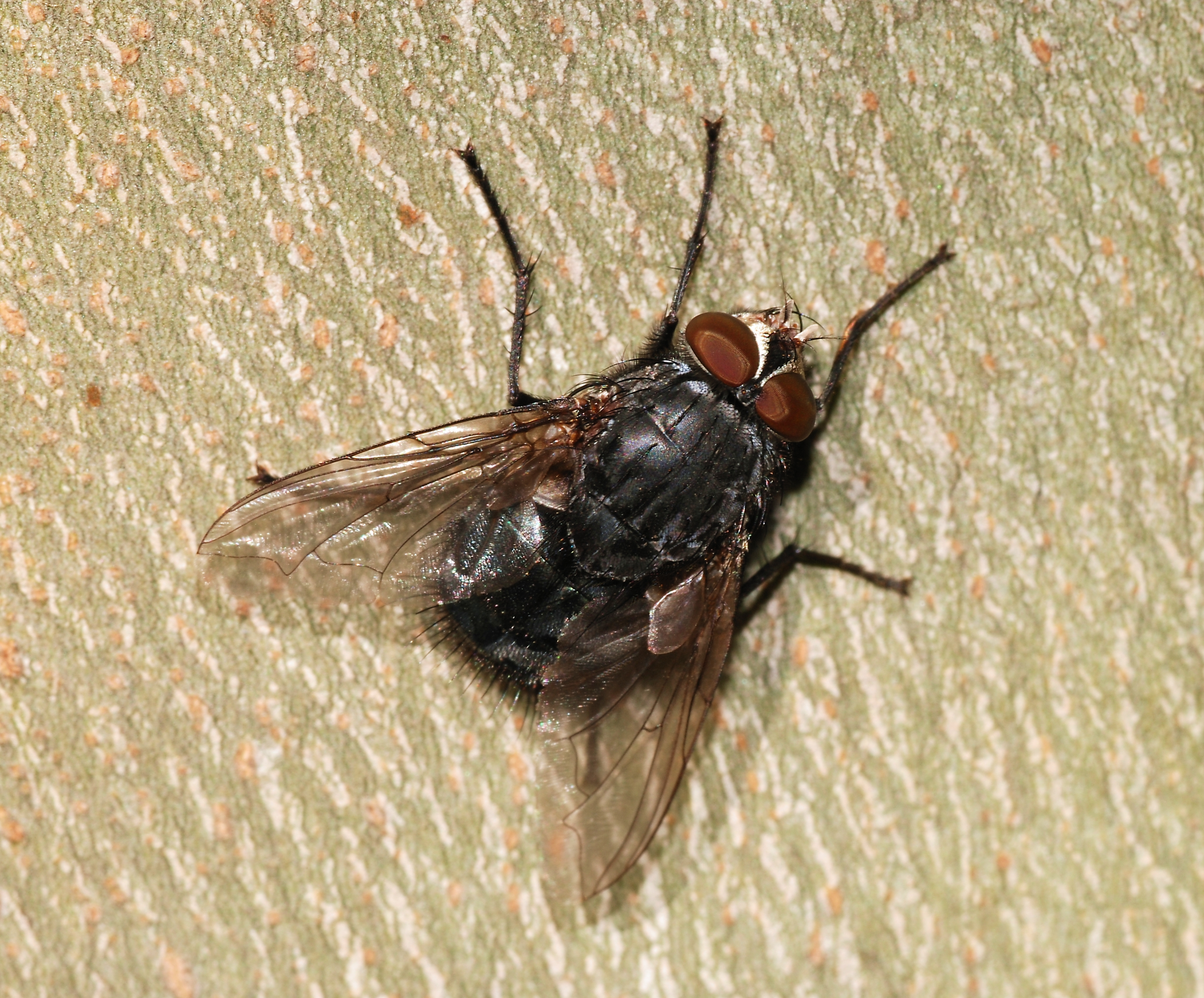
Calliphora vicina, mâle.
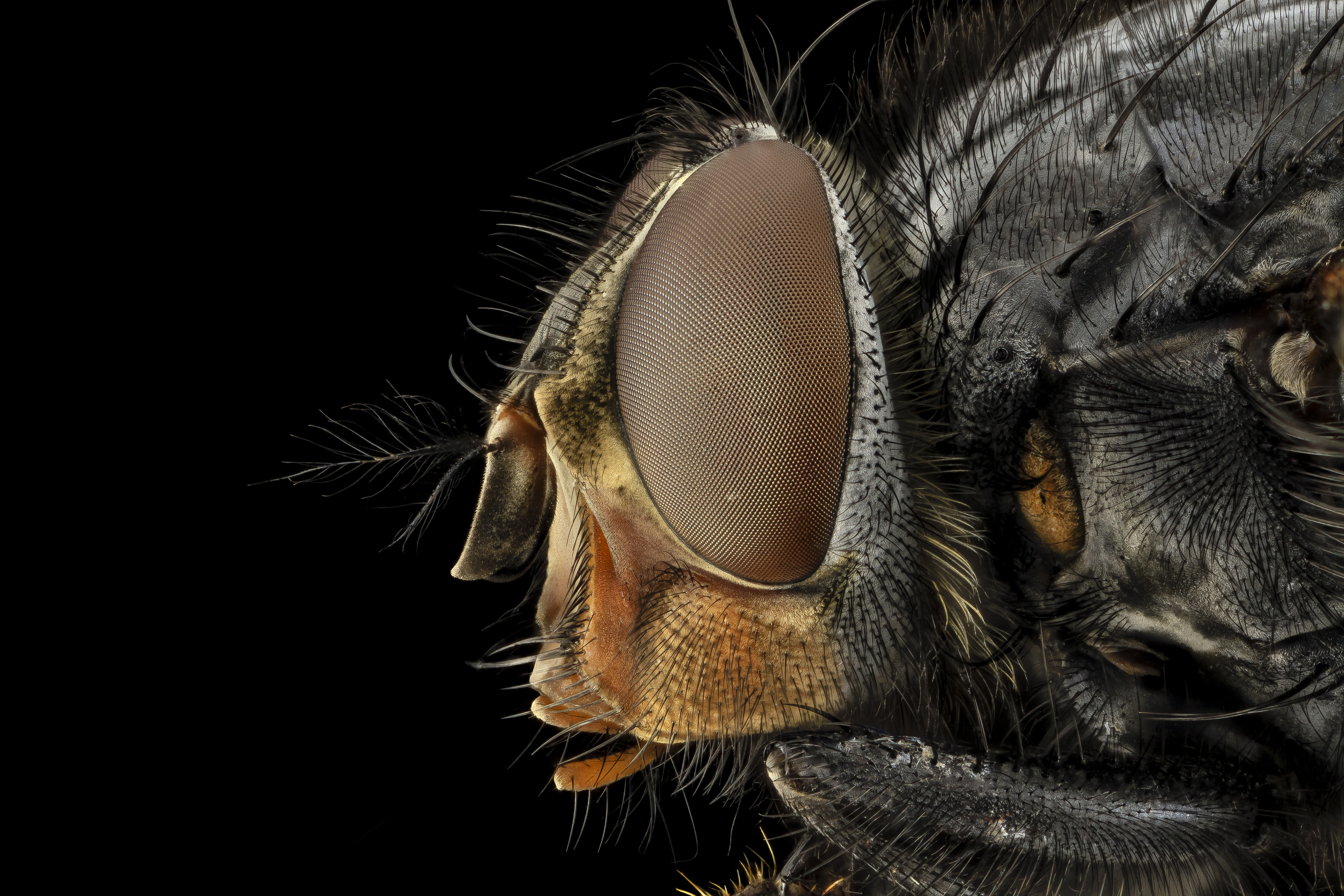
Tête de Calliphora vicina (poils noirs sur joues rousses).
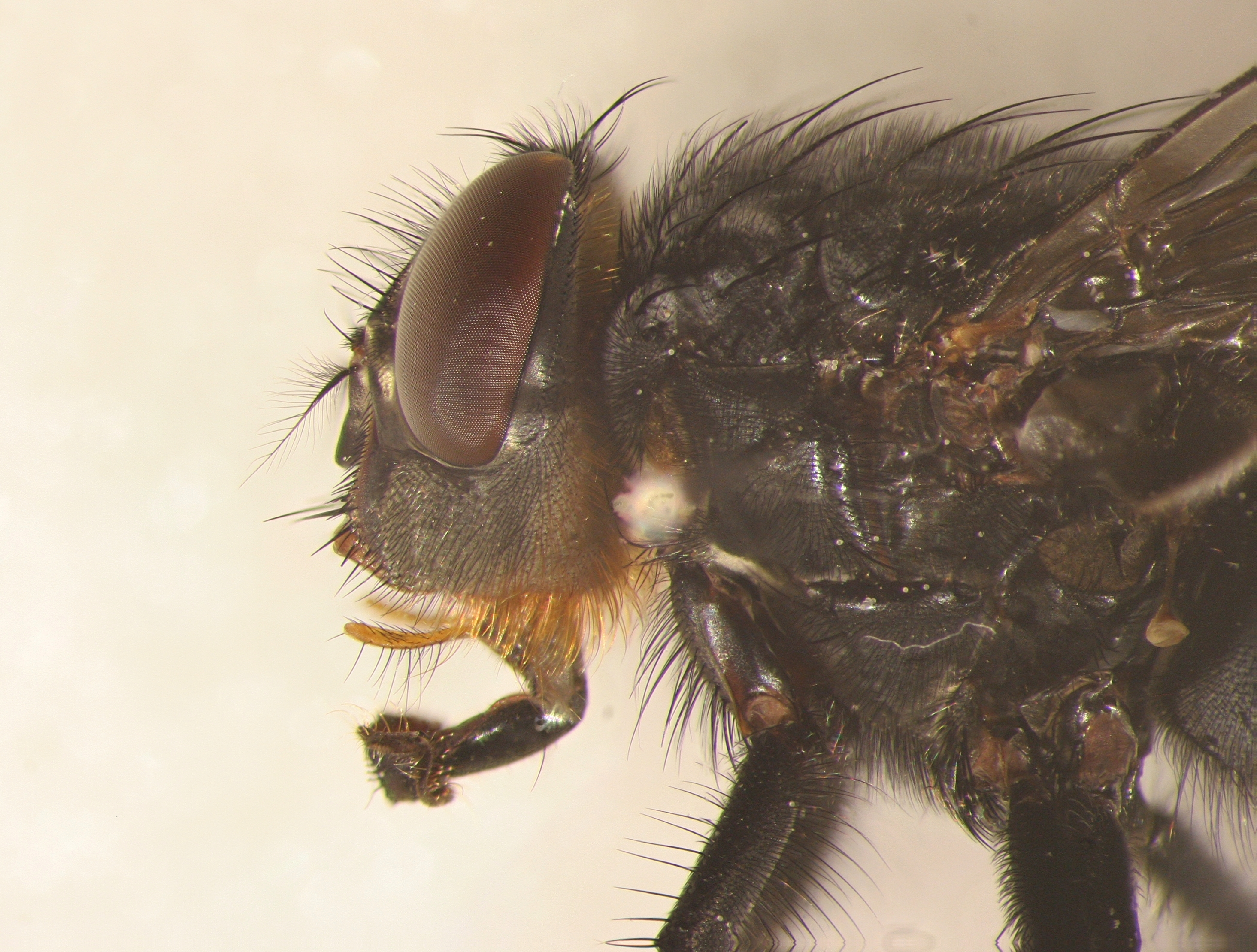
Tête de Calliphora vomitoria (poils roux sur joues noires).
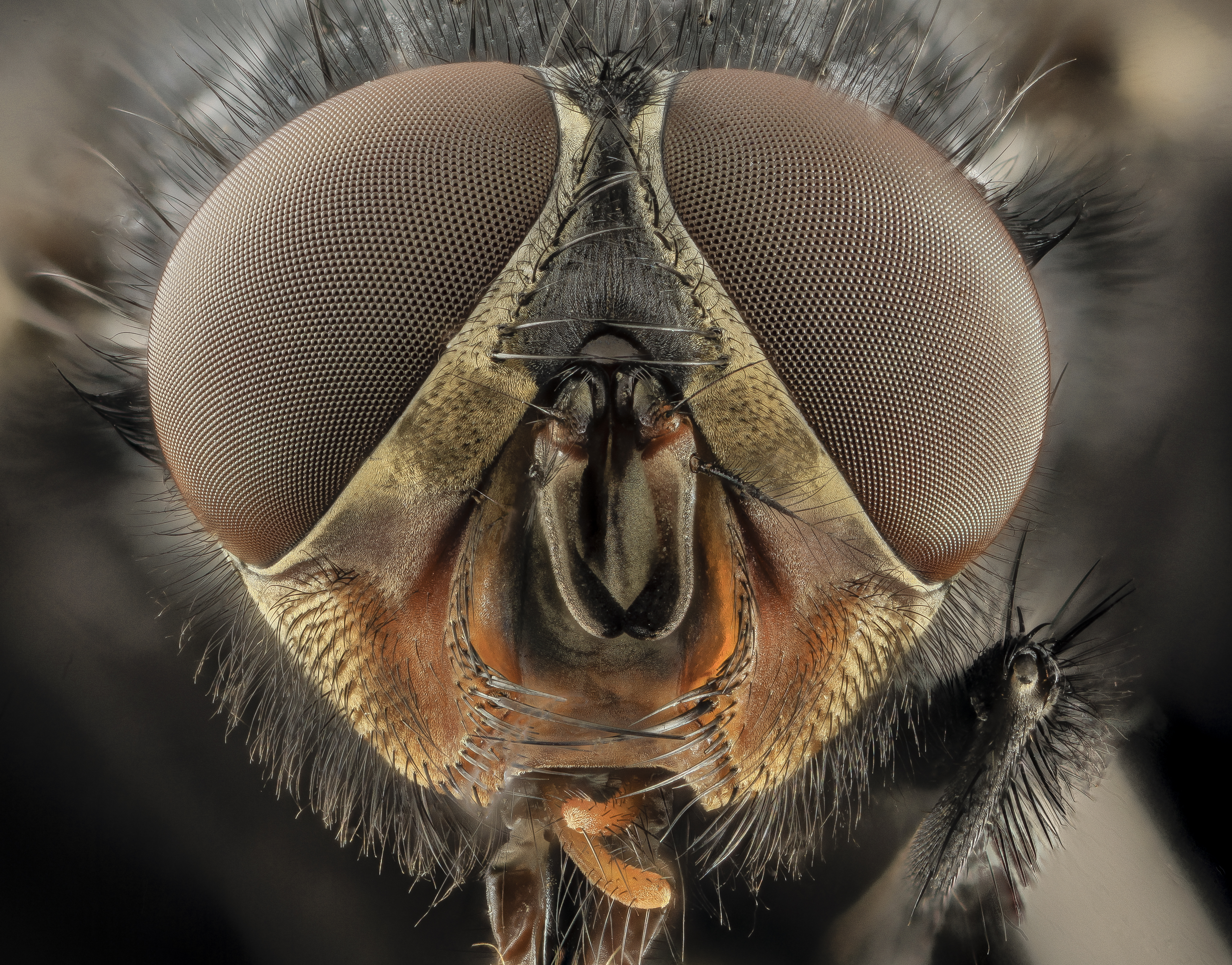
Tête, vue de face.

## Éthologie
Les adultes consomment du nectar, des fruits en décomposition ou toutes autres matières sucrées. Après son accouplement, la femelle recherche activement des lieux de ponte et est fortement attirée par l'odeur cadavérique. Cette espèce est souvent une des premières arrivées sur un cadavre. Les femelles y pondent autour des yeux, dans les narines, autour et dans la bouche, au niveau des organes génitaux ainsi que dans les plaies, s'il y en a. Elles pondent environ 300 œufs jusqu'à épuisement de leurs ovaires et meurent quelque temps plus tard. Un sac en papier hermétique ou une couche de sable de 2 cm suffisent à rendre la ponte impossible. Par contre, une étroite fissure dans la protection permet néanmoins une ponte. Tout type de cadavre est exploité : les mammifères (y compris les humains), les oiseaux, les poissons, les reptiles et les amphibiens. Seuls les insectes ne semblent pas les intéresser. Jean-Henri Fabre écrivait alors : « Loups et moutons sont au fond la même chose pour un estomac sans préjugé ».
Au bout de 48 h, une fois sorties des œufs, les larves blanches se nourrissent de la chair en la liquéfiant grâce à la sécrétion de pepsine. Ainsi, elles prélèvent des gorgées fluidiques prédigérées, sans jamais découper ou arracher le moindre morceau de viande. Cette molécule est inactive sur l'épiderme ou la chitine. Au bout de 8 jours par temps chaud, leur développement terminé, elles abandonnent la carcasse pour migrer le plus souvent dans le sol à 2 cm de profondeur maximum. Elles s'y transforment en pupes, puis émergent sous forme d'adultes après 14 jours de développement (toujours par temps chaud). Elles hivernent sous la forme d'œuf ou de pupe ou d'imago,.

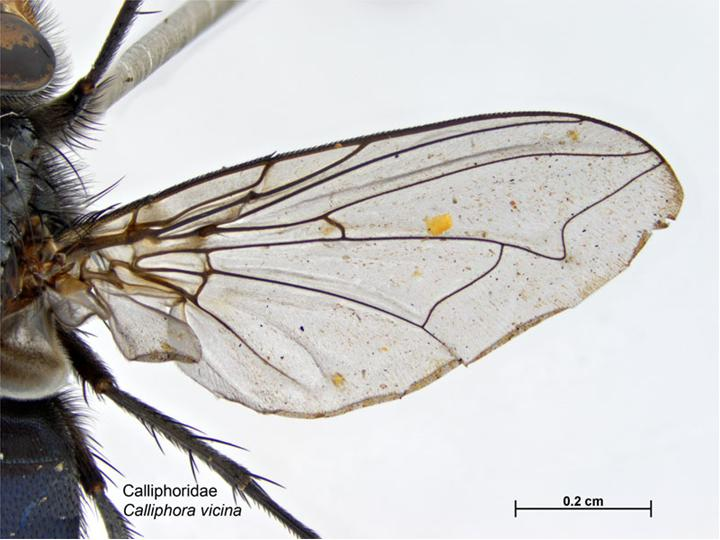
Aile
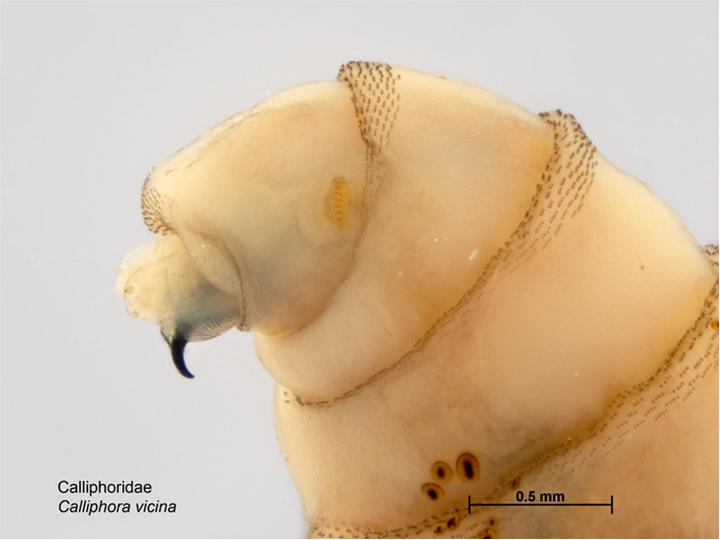
Vue avant de la larve de C. vicina, montrant ses crochets
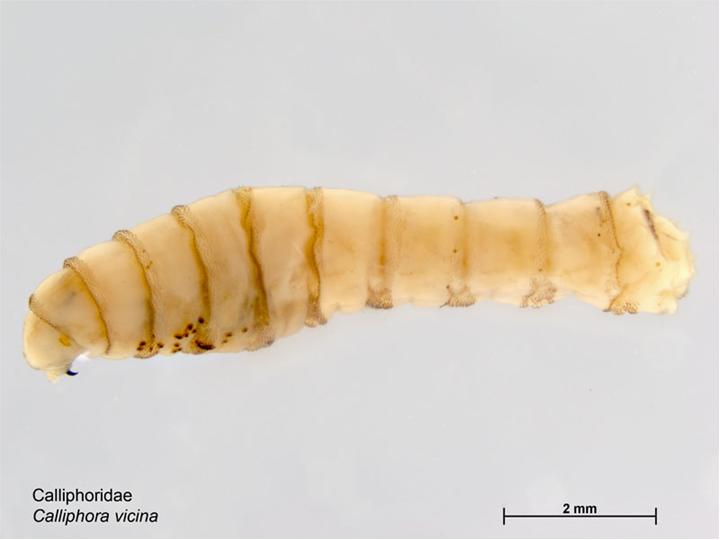
Vue latérale
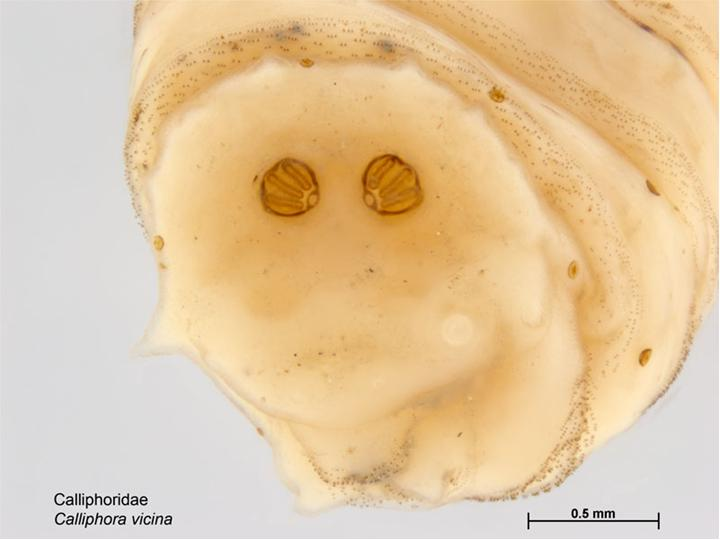
Vue arrière montrant les spiracles

## Écologie et distribution
Calliphora vicina est très courante, cosmopolite et active toute l'année même dans des conditions particulièrement défavorables comme un névé à 1 800 m d'altitude en Suisse au mois de décembre. Néanmoins, le printemps et l'été lui sont plus favorables. Son seuil inférieur de croissance est de 2°C, ce qui est assez peu. La somme des températures pour un cycle complet est de 388°C et de 191°C de l'œuf à la pupe. Une température annuelle de 27 °C et une hygrométrie de 50% lui permettent jusqu'à cinq générations par an, ce qui est relativement peu en comparaison à d'autres espèces. Par exemple, dans les mêmes conditions, Sarcophaga cooley peut avoir jusqu'à 29 générations annuelles. Les conditions climatiques de l'archipel des Lofoten, en Norvège, permettent à C. vicina d'effectuer uniquement deux générations. Les facteurs climatiques tels que la température ou l'hygrométrie influencent non seulement la ponte mais également le développement des œufs, et des larves. Connaître ces changements dans les cycles de développement est tout l'objet de l'entomologie forensique.
Elle est présente sur l'ensemble de l'Europe, du continent asiatique, de l'Amérique du Nord et de l'Amérique du Sud. Elle est considérée comme exotique en Australie et Nouvelle-Zélande, et comme invasive sur les îles proches de l'Antarctique comme les îles Kerguelen. Arrivée en Afrique du Sud par bateau et avion, elle fut déterminée pour la première fois en 1965 près de Johannesburg. Les spécimens collectés depuis cette date restent rares.

## Usages et services écosystémiques

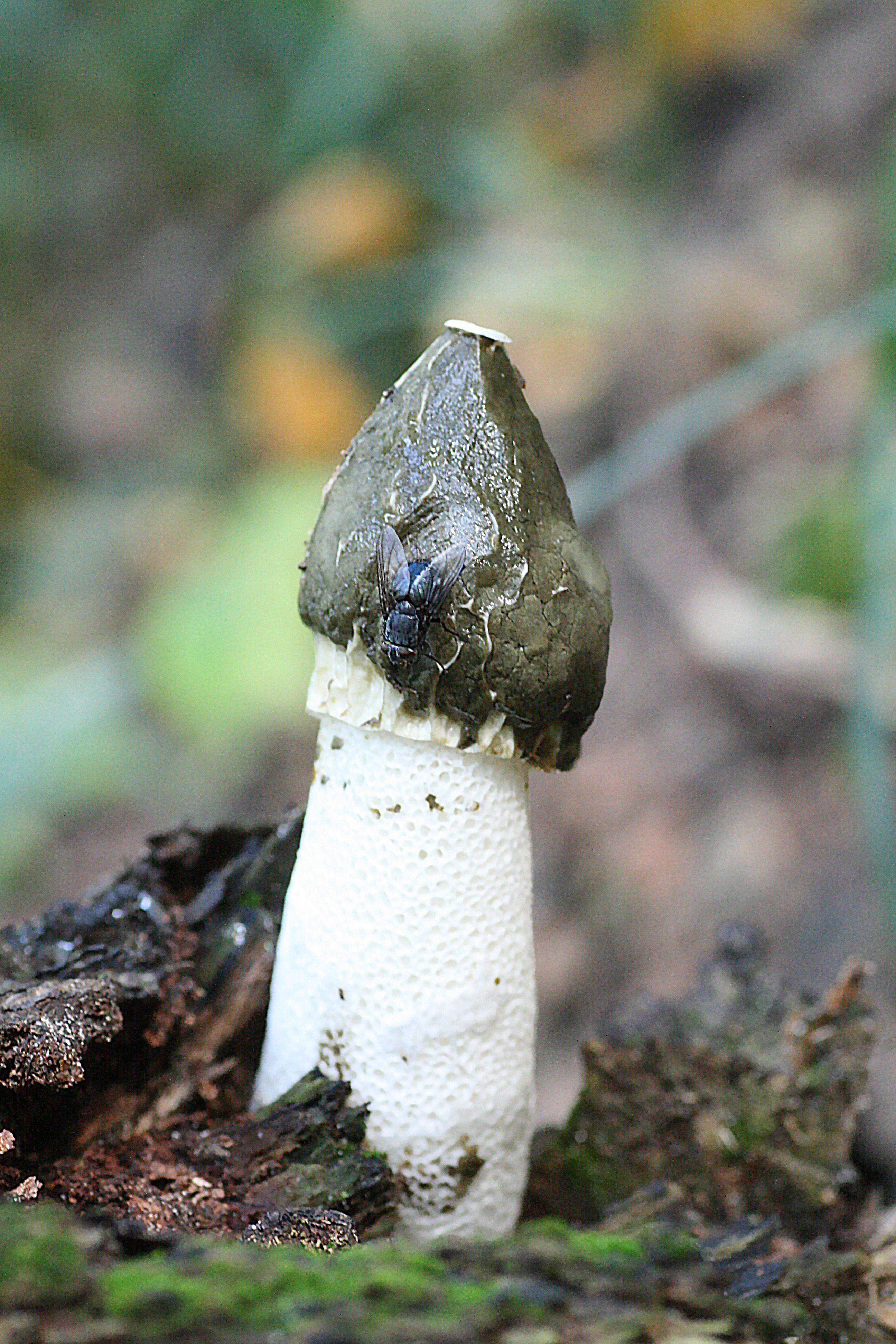
C. vicina sur Phallus impudicus.

En compagnie d'autres espèces, C. vicina est très utilisée en entomologie forensique afin de déterminer la date de la mort d'un cadavre. Les larves de C. vicina n'attaquant pas les tissus vivants sont utilisées en tant que larves cicatrisantes au sein de l'asticothérapie. 
L'ensemble des espèces nécrophages permet un compostage efficace des matières animales mortes, en ce sens leur action est primordiale au bon fonctionnement de notre écosystème. Enfin, l'appétence de ces espèces pour l'odeur cadavérique joue un rôle essentiel dans la pollinisation de plantes comme les Arums ou la dispersion de spores de champignons tel que Phallus impudicus.

## Ravageur
Calliphora vicina est aujourd'hui considérée comme un ravageur mineur des aliments frais, tels que le poisson ou la viande, les normes d’hygiène modernes ayant réduit les risques de dommages de cette espèce, mais elle peut devenir un ravageur majeur si les conditions favorisent la reproduction et permettent la ponte non désirée. La production traditionnelle de stockfish a lieu essentiellement dans l’archipel des Lofoten, au nord de la Norvège, où la morue de l'Atlantique est asséchée depuis plus de 1 000 ans. Cette production est la raison de la forte densité de population locale de C. vicina, ce qui cause chaque année des pertes de 1 à 2 millions d'euros. La plupart des poissons sont pêchés à partir du mois de mars et séchés en plein air jusqu'en juin. Les femelles C. vicina pondent leurs œufs sur la morue fraîche et humide, puis les larves se nourrissent et se développent à l’intérieur du poisson en cours de séchage. Pour réduire les pertes causées par C. vicina, le contrôle des mouches est nécessaire. Les femelles peuvent être attrapées avec des pièges à appâts, et les dégâts peuvent être réduits ainsi que le nombre de mouches présentes au début du printemps.

## Systématique
Cette espèce a été décrite en 1830 par André Jean Baptiste Robineau Desvoidy, à partir de spécimens récoltés à Philadelphie pour alimenter la collection du comte Auguste Dejean.
Son épithète dérive du latin vicinus signifiant « voisinage », ce qui peut s'expliquer soit par sa très forte ressemblance avec Calliphora vomitoria, soit par sa présence fréquente au voisinage de l'Homme.